# Paroligia albimixta
Paroligia albimixta är en fjärilsart som beskrevs av W. Warren 1913. Paroligia albimixta ingår i släktet Paroligia och familjen nattflyn. Inga underarter finns listade i Catalogue of Life.